# Johann von Trarbach
Johann von Trarbach (* um 1530; † 15. November 1586) war ein deutscher Bildhauer. Trarbach arbeitete vor allem an Grabdenkmälern. 

## Leben
Johann von Trarbach wurde um 1530 als Sohn des Trarbacher Steinhauers Clas Murer. Sein Großvater mütterlicherseits war der Trarbacher Landschreiber Jost von Koppenstein. Seine Lehre als Steinbildhauer begann er wahrscheinlich im Alter von 14 Jahren. bei Dietrich Schro in Mainz. Danach arbeitete er in Simmern, vermutlich bei Meister Hans aus Trier. Manchen Quellen zufolge hielt sich Trarbach während seiner Ausbildung auch in Heidelberg auf.
1557 erhielt Trarbach von Friedrich III. von der Pfalz eine Anstellungsurkunde, weil er für diesen bereits an vielen Werken gearbeitet hatte. 1563 heiratete er Gertrud von Castelhun (1539–1586). Das Paar hatte gemeinsam sechs Kinder.
1564 wurde Trarbach zum Schultheiß von Simmern ernannt. Er übte das Amt bis zu seinem Tod aus. Am 15. November 1586 verstarb Trarbach wahrscheinlich an den Folgen einer Krankheit.

## Werke
Folgende Bildhauerarbeiten werden Johann von Trarbach zugeschrieben:
- Grabplatte und Epitaph der Barbara von Coppensteiner in Kastellaun
- Epitaph der Katharina von Hosingen von 1577 in Kirchberg
- Bauinschrift der Evangelischen Kirche in Höchst von 1566
- Tumba für Graf Georg II. von Erbach und dessen Frau in Michelstadt
- Epitaph für Graf Eberhard XII. von Erbach und dessen Frau in Michelstadt
- Epitaph für Margarete Schenkin von Limpurg in Michelstadt
- Epitaph für Pfalzgräfin Elisabeth von Brandenburg in Heidelberg (zerstört)
- Epitaph für Graf Philipp II. von Hanau
- Epitaph von Pfalzgräfin Helene in Hanau
- Epitaph für Markgraf Philibert von Baden und dessen Frau in Baden-Baden von 1573
- Epitaph für Markgraf Bernhard III. von Baden in Baden-Baden
- Epitaph für Markgraf Albrecht der Jüngere von Baden-Durlach in Pforzheim
- Epitaph für Markgraf Karl II. von Baden-Durlach von 1579 in Pforzheim
- Epitaph für Graf Eberhard von Hohenlohe in Öhringen
- Epitaph für Graf Ludwig Casimir von Hohenlohe in Öhringen von 1570
- Epitaph für Herzog Wolfgang von Pfalz-Zweibrücken von 1569 in Meisenheim
- Epitaph für Pfalzgräfin Anna von Pfalz-Zweibrücken von 1577 in Bad Bergzabern
- Epitaph für Wild- und Rheingraf Johann Christoph von 1585 in St. Johannisberg
- Epitaph wild- und rheingräfliche Kinder von 1571 in Bad Kreuznach

Zahlreiche weitere Arbeiten von Trarbach können in der Simmerner Stephanskirche besichtigt werden.